# 양주역
양주(경동대학교)역(Yangju(Gyeongdongdaehaqgyo)Station, 楊州(京東大學校)驛)은 대한민국 경기도 양주시 양주동에 있는 수도권 전철 1호선의 전철역이다. 인근에 경동대학교가 있다.

## 역사
- 1948년 12월 25일: 주내역(州內驛)으로 경원선 철도 영업 개시
- 1972년 7월 20일: 무배치간이역으로 격하[2]
- 2006년 12월 15일: 수도권 전철 1호선 의정부역~소요산역 구간 연장 개통과 함께 영업 개시
- 2007년 12월 28일: 양주역(楊州驛)으로 역명 변경

## 개요
동두천역이나 소요산역에서 착발하지 않는 대부분의 수도권 전철 1호선이 이 역에서 시·종착하며 특히 인천역~양주역 구간을 운행하는 서울교통공사 1000호대 VVVF 전동차, 서울교통공사 1000호대 저항제어 전동차는 이 역에서 시·종착한다. 개통 당시 양주군 주내면의 명칭을 따라 주내역(州內驛)이었으나 2006년 12월 15일 수도권 전철 1호선 의정부북부역~소요산역 구간 연장 개통 이후 중간역으로 지정되면서 역 주변 환경변화에 따른 양주시와 지역 주민들의 요구에 따라 양주역(楊州驛)으로 개칭하였다. 양주시청과 가장 가까운 철도역이며, 직선거리 기준으로 약 1.2km 정도 떨어져 있다. 양주역 버스환승정류장이 있어 2025년 현재 일평균 이용 인원이 약 20,000명에 달하고 있다. 이 역 종착 열차 1편성은 의정부역으로 회송하여 주박한 후 다음 날 아침에 이 역으로 회송하여 운행한다. 한국철도공사와 서울교통공사와의 협약으로 서울교통공사 1000호대 VVVF 전동차, 서울교통공사 1000호대 저항제어 전동차는 이 역까지만 운행하고, 덕계역부터는 한국철도공사 311000호대 전동차만 들어온다.

## 역 구조
2면 4선의 쌍섬식 승강장을 갖춘 고가역이며, 반밀폐형 스크린도어가 설치되어 있다.

### 승강장
| ↑녹양           |
| ４３ \| ２１ \| |
| 덕계↓           |

| 1~2 | ● 수도권 전철 1호선 | 덕정 · 동두천 · 소요산 · 연천 방면(일반, 급행) |
| 3~4 | ● 수도권 전철 1호선 | 광운대 · 서울역 · 구로 · 인천 방면(일반, 급행) |

- 4번 승강장 (인천 방향)의 경우는 급행열차와 일부 특별 열차 대피 및 기점으로 동두천·소요산행 열차는 대부분 2번 승강장 (소요산 방향)에 정차한다.

## 역 주변
- 경동대학교
- 양주시청
- 남방우체국
- 양주1동행정복지센터
- 양주역시외버스정류장

## 이용객 변동
2006년 자료는 개통일인 2006년 12월 15일부터 12월 31일까지인 17일간의 집계를 반영한 것이다.
| 노선  | 노선 | 일평균 인원수 (명/일) | 일평균 인원수 (명/일) | 일평균 인원수 (명/일) | 일평균 인원수 (명/일) | 일평균 인원수 (명/일) | 일평균 인원수 (명/일) | 일평균 인원수 (명/일) | 일평균 인원수 (명/일) | 일평균 인원수 (명/일) | 일평균 인원수 (명/일) | 각주                  | 각주                  | 각주  |
| 노선  | 노선 | 2000년                | 2001년                | 2002년                | 2003년                | 2004년                | 2005년                | 2006년                | 2007년                | 2008년                | 2009년                | 각주                  | 각주                  | 각주  |
| ----- | ---- | --------------------- | --------------------- | --------------------- | --------------------- | --------------------- | --------------------- | --------------------- | --------------------- | --------------------- | --------------------- | --------------------- | --------------------- | ----- |
| 1호선 | 승차 | 미개통                | 미개통                | 미개통                | 미개통                | 미개통                | 미개통                | 2,682                 | 5,419                 | 6,067                 | 6,441                 | [ 4 ]                 | [ 4 ]                 | [ 4 ] |
| 1호선 | 하차 | 미개통                | 미개통                | 미개통                | 미개통                | 미개통                | 미개통                | 1,839                 | 4,155                 | 5,273                 | 5,733                 | [ 4 ]                 | [ 4 ]                 | [ 4 ] |
| 노선  | 노선 | 일평균 인원수 (명/일) | 일평균 인원수 (명/일) | 일평균 인원수 (명/일) | 일평균 인원수 (명/일) | 일평균 인원수 (명/일) | 일평균 인원수 (명/일) | 일평균 인원수 (명/일) | 일평균 인원수 (명/일) | 일평균 인원수 (명/일) | 일평균 인원수 (명/일) | 일평균 인원수 (명/일) | 일평균 인원수 (명/일) | 각주  |
| 노선  | 노선 | 2010년                | 2011년                | 2012년                | 2013년                | 2014년                | 2015년                | 2016년                | 2017년                | 2018년                | 2019년                | 2020년                | 2021년                | 각주  |
| 1호선 | 승차 | 7,932                 | 9,074                 | 9,503                 | 9,602                 | 9,552                 | 9,472                 | 9,403                 | 9,399                 | 9,301                 | 9,231                 | 6,465                 | 6,568                 | [ 4 ] |
| 1호선 | 하차 | 7,039                 | 8,052                 | 8,489                 | 8,593                 | 8,529                 | 8,451                 | 8,368                 | 8,391                 | 8,387                 | 8,392                 | 6,066                 | 6,232                 | [ 4 ] |

## 인접한 역
| 경원선               | 경원선                               | 경원선                           |
| -------------------- | ------------------------------------ | -------------------------------- |
| 106 덕계 연천 방면   | ● 수도권 전철 1호선 경원-경인선 완행 | 108 녹양 인천 방면               |
| 105 덕정 동두천 방면 | ● 수도권 전철 1호선 경원선 급행      | 110 의정부 인천 방면 광운대 방면 |

## 사진

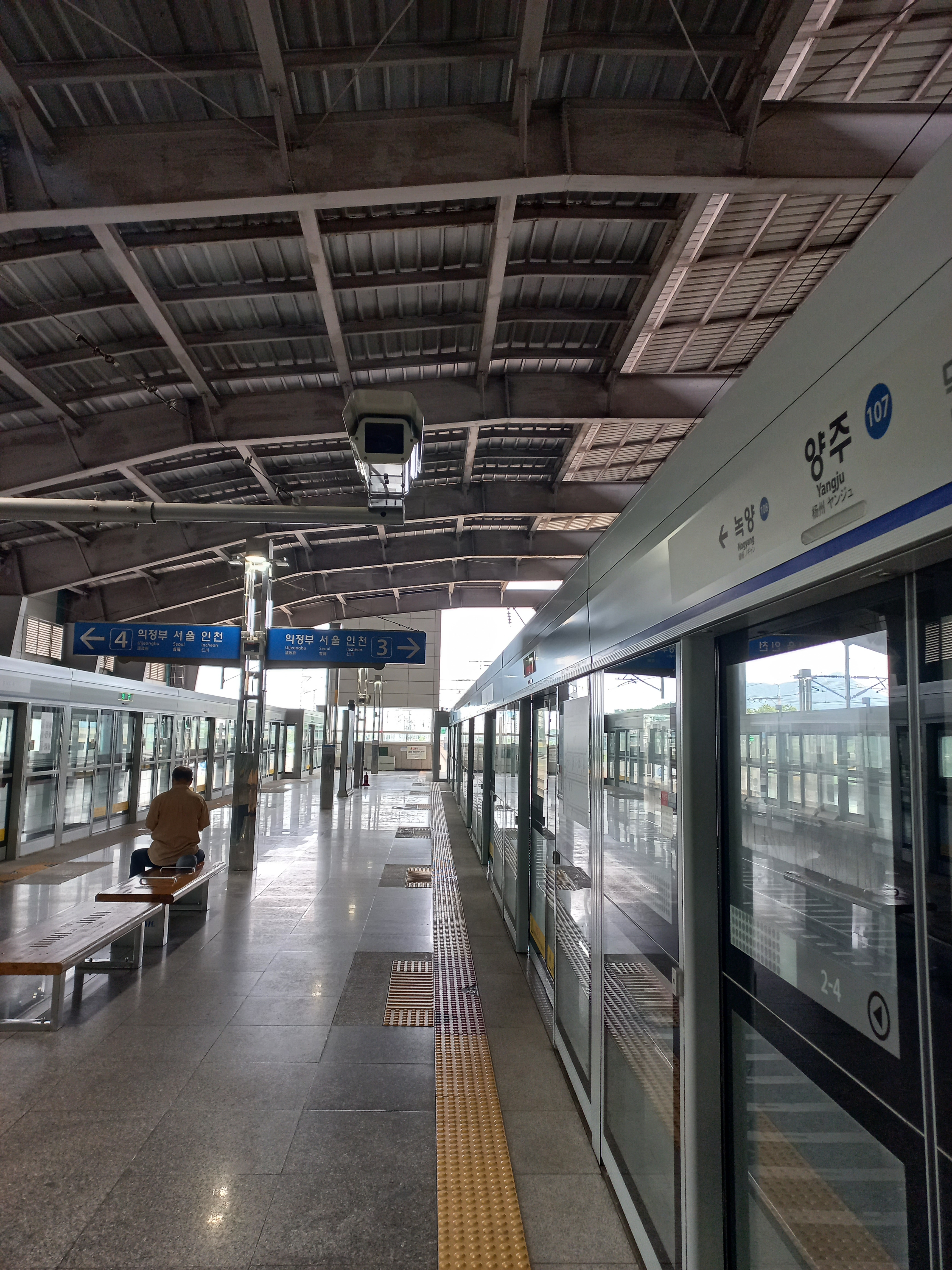
승강장